# Steve Lansdown
Stephen Philip Lansdown, detto Steve (Bristol, 30 agosto 1952), è un imprenditore inglese nato a Guernsey e miliardario. Ha co-fondato con Peter Hargreaves la società britannica di servizi finanziari Hargreaves Lansdown, è uno dei fondatori di Bristol Sport e azionista di maggioranza di Bristol Bears, Bristol Flyers e Bristol City Football Club.
Secondo il Sunday Times Rich List nel 2019, il patrimonio di Lansdown vale 1,72 miliardi di sterline.

## Biografia
Diplomato contabile alla Thornbury Grammar School nel Gloucestershire,  Lansdown ha iniziato l'attività di Hargreaves Lansdown da una camera da letto nel 1981.
Nell'aprile 2009, ha venduto una partecipazione del 4,7% in Hargreaves Lansdown per una somma di 47,2 milioni di sterline, che ha destinato al costo della costruzione del nuovo stadio di calcio della città di Bristol. Nel settembre 2012 ha annunciato l'intenzione di lasciare Hargreaves Lansdown nel novembre 2012. Lansdown ha una casa per le vacanze nel sud della Francia.
Secondo Hargeaves Lansdown, il 7 ottobre 2010 ha venduto (a 429,00 p) azioni per un valore di £ 58.176.016,47. Nel 2013 ha acquistato anche la squadra di basket Bristol Flyers  A settembre 2015 il suo patrimonio netto sarebbe sceso a $ 1,88 miliardi.
Lansdown ha venduto il 2,2% delle sue azioni in Hargreaves Lansdown nell'aprile 2020 per un valore totale di 160 milioni di sterline, riducendo la sua partecipazione nell'azienda al 7%.
Nell'agosto 2020 è stato annunciato che Lansdown avrebbe ricevuto 18,6 milioni di sterline di dividendi dopo che i profitti di Hargreaves Lansdown erano aumentati del 24% a 378,3 milioni di sterline nei 12 mesi precedenti al 30 giugno 2020.

## Premi e onorificenze
Lansdown è stato nominato Commendatore dell'Ordine dell'Impero Britannico (CBE) in occasione del compleanno del 2017 per i servizi resi alle imprese e alla comunità di Bristol.

## Vita privata
È sposato ed ha due figli.